# 宇都宮仕置
宇都宮仕置（うつのみやしおき）は、天正18年（1590年）7月に小田原征伐で東国の勢力を制圧して天下統一を遂げた豊臣秀吉が関東および奥州の諸領主に対して行った戦後措置のこと。鎌倉幕府を樹立した源頼朝が奥州合戦の際、文治5年（1189年）7月19日に鎌倉を発ち宇都宮で宇都宮大明神に奉幣し奥州を平定したことに倣い、秀吉も7月19日に鎌倉を発ち宇都宮城にて主な仕置を行ったことから、このように呼ばれる。

## 概要
天正18年（1590年）7月13日、関東に台頭していた相模国の後北条氏を小田原城にて降伏させた豊臣秀吉は、源頼朝を倣い同17日に鎌倉に入り鶴岡八幡宮を参詣した。鎌倉への滞在は2日間のみで、同19日には鎌倉を出立し、6日後の7月25日に下総国結城城に入った。ここで自身の養子になっていた秀康（徳川家康の次男）を結城氏の養嗣子にすることや、同氏に小山氏・壬生氏などの旧領が与えられることが正式に決められ、翌7月26日には下野国宇都宮城に入城した。
宇都宮での秀吉の滞在期間は合計11日間、奥州会津への巡察行軍を行って再び宇都宮に入城する間の8月4日から同14日まで10日間を含めると、宇都宮を拠点とした期間は20日間となる。なお、畿内への帰途の8月20日には駿河国駿府城に入城していることから、翌15日には宇都宮を出立したとみられている。秀吉の宇都宮滞在期間が長期に亘った理由として、折からの長雨のためとされている。26日の秀吉の宇都宮着陣に先立ち、既に常陸の佐竹義宣、南部の南部信直が宇都宮入りしており、また秀吉が宇都宮に着いた翌々28日には伊達政宗が奥州への迎えの為として宇都宮入りするなど、関東、奥羽の大名達が宇都宮に出頭している。秀吉の宇都宮城滞在中の時点で奥州仕置の方針はほぼ決定されていたとみられている。
豊臣政権による関東地方に対する仕置が7月28日から8月4日にかけて行われ、8月1日の佐竹氏の領国画定によって、先に江戸城への移封が決定された徳川氏をはじめとする関東諸大名の国分がほぼ確定された。なお、7月13日の時点で秀吉傘下の五奉行のうち増田長盛配下が先に宇都宮に着いており、宇都宮城を接収し秀吉らを迎える用意がなされていたとも云われている。宇都宮には秀吉到着前までに金森長近や京極高次らの豊臣家臣も移動し駐留していた。当時、宇都宮城は宇都宮氏の勢力下にあったが、宇都宮氏は小田原北条氏との抗争の過程で、本居の城を多気山城に移していたため、政治的摩擦はほとんどなかったと言われている。
秀吉は宇都宮滞在中、徳川家臣の本多忠勝を呼び出し、房総方面などでの戦功を賞して「佐藤忠信の兜」を与えている。この兜はのちの大坂の陣の際に、忠勝の子の本多忠朝が使用した。

## 参考資料
- 『古事類苑』
- 橋本澄朗; 千田明 編『知られざる下野の中世』随想舎、2005年。
- 小林清治「秀吉の宇都宮仕置 ―関東仕置と奥羽仕置―」『栃木県立文書館研究紀要』6号、2002年。
- 小林清治「奥羽仕置と伊達政宗」『福島県歴史資料館研究紀要』9号、1987年。
- 小林清治「宇都宮で会った秋田実季と相馬義胤」『日本歴史』632号、2000年。
- 江田郁夫『戦国大名宇都宮氏と家中』岩田書院、2014年。
- 佐竹文書
- 南部家文書
- 島津家文書
- 喜連川文書
- 氏家今宮神社祭祀録
- 史料総覧
- 士林証文